# Чемпионат МХЛ 1994/1995 (составы)
Составы команд, участвовавших в чемпионате МХЛ 1994/95.
Указано гражданство хоккеистов, не являвшихся гражданами России, Беларуси, Казахстана, Латвии, Украины (согласно eliteprospects.com).

## 1. «Динамо» Москва
Вратари: Сергей Жарков (1 матч, 1 пропущенная шайба), Ильдар Мухометов (32, 62), Евгений Набоков (37, 70), Сергей Подпузько (2, 5).

Защитники: Руслан Батыршин, Сергей Воронов, Сергей Вышедкевич, Виктор Глушенков, Евгений Грибко, Вадим Гусев, Роман Золотов, Александр Карповцев, Сергей Козуров, Владимир Крамской, Максим Кузнецов, Олег Ореховский, Дмитрий Рябыкин, Сергей Сорокин, Дмитрий Суханов, Сергей Тихонов, Алексей Трощинский, Сергей Федотов.

Нападающие: Алексей Баранов, Игорь Бахмутов, Валерий Белов, Алексей Белянский, Владимир Воробьев, Константин Голохвастов, Сергей Горбачев, Владимир Грачев, Петр Девяткин, Эдуард Дмитриев, Игорь Дорофеев, Дмитрий Емельянцев, Роман Ильин, Алексей Калюжный, Денис Карцев, Сергей Климович, Виктор Козлов, Игорь Королев, Александр Кувалдин, Андрей Кузьмин, Сергей Лантратов, Юрий Леонов, Сергей Лучинкин, Дмитрий Назаров, Андрей Николишин, Эдуард Першин, Александр Прокопьев, Дмитрий Сергеев, Александр Харитонов, Валерий Черный, Дмитрий Чумаченко,  Крейг Шепард, Равиль Якубов.

Главный тренер: Владимир Голубович.

## 2. «Лада»
Вратари: Андрей Болсуновский (30, 45), Алексей Марьин (42, 66).

Защитники: Олег Бурлуцкий, Олег Волков, Максим Галанов, Олег Кофтун, Игорь Б. Никитин, Игорь В. Никитин, Юрий Панов, Владимир Тарасов, Денис Цыгуров, Рафик Якубов.

Нападающие: Алексей Алексеев, Вячеслав Безукладников, Олег Белкин, Вячеслав Буцаев,  Эдуард Г. Валиуллин (→ «Рубин»), Эдуард Горбачев, Павел Десятков, Анатолий Емелин, Сергей Жеребцов, Юрий Злов, Владимир Зоркин, Александр Иванов, Алексей Ковалев, Андрей Коваленко, Константин Кузьмичев, Денис Метлюк, Сергей Мартынюк, Александр Нестеров, Константин Перегудов, Александр Романенко, Иван Свинцицкий, Константин Татаринцев, Игорь Трухачев.

Главный тренер: Геннадий Цыгуров.

## 3. «Металлург» Магнитогорск
Вратари: Валерий Иванников (45, 110), Евгений Рябчиков (1, 1), Борис Тортунов (23, 44).

Защитники: Марат Аскаров, Олег Ачапкин, Евгений Губарев, Юрий Исаев, Константин Исаков, Игорь Князев, Владимир Лешко, Георгий Мусатаев, Вадим Подрезов, Сергей Симонов, Андрей Соколов, Сергей Усанов, Евгений Шалыгин.

Нападающие: Михаил Бородулин, Дмитрий Воронежев, Александр Гольц, Сергей Девятков, Дмитрий Иванов, Сергей Ивлев, Александр Корешков, Евгений Корешков, Дмитрий Максимов, Сергей Осипов, Алексей Погодин, Андрей Разин, Александр Рожнев, Сергей Соломатов, Игорь Старковский, Алексей Степанов, Константин Шафранов.

Главный тренер: Валерий Постников.

## 4. «Салават Юлаев»
- вр Васильев, Игорь Владимирович
- вр Никифоров, Александр Викторович
- вр Тихомиров, Владимир Сергеевич
- защ Алексеев, Владимир Михайлович
- защ Васильев, Олег Михайлович
- защ Волков, Андрей Владимирович
- защ Давлетшин, Валерий Рафикович
- защ Зюзин, Андрей Юрьевич
- защ Камалетдинов, Рустем Фанюсович
- защ Лопатин, Сергей Николаевич
- защ Плотников, Алексей Владимирович
- защ Потапов, Михаил Владимирович
- защ Сафин, Венер Расихович
- защ Цулыгин, Николай Леонидович
- защ Яханов, Андрей Викторович
- нап Артамонов, Олег Витальевич
- нап Афиногенов, Денис Александрович
- нап Габдуллин, Рустем Фанилевич
- нап Гареев, Алик Амирханович
- нап Давлетов, Андрей Эуфэтович
- нап Денисов, Дмитрий Витальевич
- нап Муфтиев, Раиль Мнавирович
- нап Плотников, Вадим Владимирович
- нап Полозов, Константин Александрович
- нап Салишев, Эрнст Равильевич
- нап Свержов, Александр Александрович
- нап Семак, Александр Владимирович
- нап Сидоров, Вячеслав Валерьевич
- нап Сидякин, Андрей Анатольевич
- нап Сулейманов, Руслан Мухаметханафович
- нап Тимофеев, Борис Михайлович
- нап Хайруллин, Айдар Равихович
- нап Шафиков, Руслан Аликович
- нап Юнусов, Альфред Асфанович
- Главный тренер: Рафаил Ишматов.

## «Авангард»
- вр Вьюхин, Александр Евгеньевич
- вр  Кулль, Тоомас Леович
- вр Храмцов, Сергей Борисович
- защ Архипов, Виктор Владимирович
- защ Горбенко, Олег Юрьевич
- защ Загитов, Ильназ Насихович
- защ Капуловский, Владимир Иванович
- защ Качесов, Олег Викторович
- защ Коробкин, Сергей Леонидович
- защ Логинов, Альберт Леонидович
- защ Маслюков, Константин Николаевич
- защ Мекешкин, Дмитрий Анатольевич
- защ Мягких, Алексей Алексеевич
- защ Пархоменко, Дмитрий Геннадьевич
- защ Сумочкин, Алексей Николаевич
- защ Угольников, Олег Валерьевич
- защ Хацей, Игорь Владимирович
- нап  Бернатавичюс, Дмитрий Антанасович → «Молот»
- нап Буценко, Константин Леонидович
- нап Дмитриев, Эдуард Анатольевич
- нап Дякив, Игорь Степанович
- нап Елаков, Сергей Анатольевич
- нап Ждахин, Алексей Геннадьевич
- нап Жилинский, Игорь Валентинович
- нап Занковец, Эдуард Константинович
- нап Колесников, Андрей Анатольевич
- нап Кряжев, Олег Владимирович
- нап Латышев, Игорь Михайлович
- нап Мариненко, Николай Николаевич
- нап Поляков, Эдуард Леонидович
- нап Расолько, Андрей Евгеньевич
- нап Руденко, Богдан Николаевич
- нап Сагымбаев, Ерлан Ерлесович
- нап Сайфуллин, Рамиль Вильямович
- нап Сергиевский, Алексей Викторович
- нап Тупицын, Вадим Николаевич
- нап Чинахов, Виталий Владимирович
- нап Шастин, Евгений Евгеньевич
- Главный тренер: Леонид Киселёв.

## «Торпедо» Ярославль
- вр Васильев, Андрей Александрович
- вр Николаев, Сергей Геннадьевич
- вр Тарасов, Евгений Юрьевич
- вр Червяков, Алексей Алексеевич
- защ Амелин, Алексей Викторович
- защ Васильев, Алексей Сергеевич
- защ Горохов, Илья Владимирович
- защ Евдокимов, Дмитрий Сергеевич
- защ Жуков, Андрей Борисович
- защ Комиссаров, Олег Викторович
- защ Красоткин, Дмитрий Иванович
- защ Мартынов, Игорь Юрьевич
- защ Соболев, Андрей Владимирович
- защ Суярков, Сергей Владимирович
- защ Шалдыбин, Евгений Сергеевич
- защ Шведов, Владислав Владимирович
- защ Юбин, Ильдар Владимирович
- защ Юшкевич, Дмитрий Сергеевич
- нап Агеев, Александр Николаевич
- нап Ардашев, Александр Аркадьевич
- нап Барабаш, Виталий Геннадьевич
- нап Васильев, Михаил Александрович
- нап Горшков, Алексей Валентинович
- нап Дякив, Дмитрий Степанович
- нап Затевахин, Дмитрий Юрьевич
- нап Зинин, Дмитрий Эдуардович
- нап Зыбин, Александр Викторович
- нап Казакевич, Михаил Николаевич
- нап Касаткин, Константин Викторович
- нап Костромин, Роман Павлович
- нап Курочкин, Вячеслав Павлович
- нап Львов, Анатолий Львович → «Молот»
- нап Матвеичев, Николай Владимирович
- нап Меляков, Игорь Викторович
- нап Самылин, Владимир Иванович
- нап Скопцов, Александр Сергеевич
- нап Тарабанов, Анатолий Александрович
- нап Тарасенко, Андрей Владимирович
- нап Торопченко, Леонид Александрович
- нап Трасеух, Алексей Борисович
- нап Устюгов, Анатолий Алексеевич
- Главный тренер: Сергей Николаев.

## «Крылья Советов»
- вр Карпин, Андрей Борисович
- вр Чистов, Виктор Валентинович
- защ Брезгунов, Вадим Анатольевич
- защ Ерофеев, Дмитрий Евгеньевич
- защ Иванов, Игорь Владимирович
- защ Макаров, Илья Сергеевич
- защ Скопинцев, Андрей Борисович
- защ Смирнов, Андрей Константинович
- защ Сташенков, Илья Владимирович
- защ Чуканов, Максим Валерьевич
- защ Щедров, Николай Николаевич
- защ  Эшер, Айхолос
- нап Баулин, Павел Анатольевич
- нап Бойков, Александр Рафаилович
- нап Бойченко, Павел Николаевич
- нап Борисков, Игорь Анатольевич
- нап Гоголев, Дмитрий Владимирович
- нап Зеленчев, Игорь Владимирович
- нап Золотов, Сергей Владимирович
- нап Исаков, Алексей Геннадьевич
- нап Колкунов, Алексей Семенович
- нап Королюк, Александр Иванович
- нап Литвинов, Юрий Владимирович
- нап Морозов, Алексей Алексеевич
- нап Набоков, Дмитрий Викторович
- нап Погонин, Алексей Владимирович
- нап Попов, Вадим Вячеславович
- нап Рачков, Константин Борисович
- нап Ревякин, Руслан Владимирович
- нап Савченков, Александр Александрович
- нап  Суурсоо, Тойво Оттович
- нап Терехов, Владимир Владимирович
- нап Томилин, Виталий Владимирович
- нап Шатхин, Денис Яковлевич
- Главный тренер: Игорь Дмитриев.

## «Торпедо» Нижний Новгород
- вр Игнатенко, Алексей Юрьевич
- вр Фадеев, Сергей Юрьевич
- защ Воеводин, Николай Анатольевич
- защ Галихманов, Вадим Рашидович
- защ Данчишин, Александр Анатольевич
- защ Залипятских, Сергей Геннадьевич
- защ Клишин, Сергей Николаевич
- защ Комаров, Павел Владимирович
- защ Куприянов, Александр Александрович
- защ Латин, Лев Николаевич
- защ Мажугин, Андрей Иванович
- защ Наместников, Олег Юрьевич
- нап Аверкин, Вадим Игоревич
- нап Бобарико, Евгений Викторович
- нап Богусевич, Юрий Фирсович
- нап Брайцев, Сергей Борисович
- нап Водопьянов, Анатолий Николаевич
- нап Воробьёв, Алексей Борисович
- нап Желнов, Андрей Анатольевич
- нап Киреев, Владимир Генрихович
- нап Киселёв, Сергей Александрович
- нап Коньков, Владимир Валерьевич
- нап Макаров, Сергей Владимирович
- нап Орлов, Владимир Владимирович
- нап Петров, Михаил Владимирович
- нап Пугин, Алексей Вадимович
- нап Ротанов, Алексей Петрович
- нап Рьянов, Вячеслав Серафимович
- нап Савосин, Максим Александрович
- нап Сараев, Олег Анатольевич
- нап Сиротинин, Игорь Юрьевич
- нап Смирнов, Андрей Вениаминович
- нап Смирнов, Василий Викторович
- нап Ушаков, Алексей Геннадьевич
- нап Шестериков, Сергей Владимирович
- Главный тренер: Михаил Варнаков.

## «Итиль»
- вр Абрамов, Сергей Михайлович
- вр Ячанов, Дмитрий Николаевич
- защ Анисимов, Артём Вячеславович
- защ Балмин, Дмитрий Анатольевич
- защ Валиуллин, Эдуард Ренадович
- защ Завьялов, Александр Васильевич
- защ Зубков, Андрей Фёдорович
- защ Лабзов, Леонид Владимирович
- защ Макаров, Владислав Валентинович
- защ Петров, Дмитрий Михайлович
- защ Петров, Евгений Витальевич
- защ Пучков, Алексей Геннадьевич
- защ Селянин, Сергей Валентинович
- защ Хайдаров, Ремир Амирович
- нап Агеев, Игорь Геннадьевич
- нап Амиров, Рустем Рафикович
- нап Баранов, Роман Геннадьевич
- нап Веселов, Глеб Анатольевич
- нап Гарифуллин, Алмаз Миннеханович
- нап Гизатуллин, Ильнур Альфридович
- нап Голубев, Кирилл Витальевич
- нап Елаков, Денис Леонидович
- нап Кадейкин, Айрат Хайдарович
- нап Канюков, Сергей Валерьевич
- нап Касьянов, Ринат Римович
- нап Кудерметов, Эдуард Дамирович
- нап Сарматин, Михаил Сергеевич
- нап Сухенко, Александр Павлович
- нап Толоконцев, Олег Махаммадович
- нап Хватов, Анатолий Владимирович
- нап Царёв, Андрей Александрович
- нап Чупин, Алексей Геннадьевич
- Главный тренер: Всеволод Елфимов.

## ЦСКА
- вр Еремеев, Виталий Михайлович
- вр Царёв, Андрей Анатольевич
- защ Ересько, Юрий Юрьевич
- защ Исайкин, Алексей Вячеславович
- защ Касатонов, Алексей Викторович
- защ Кривченков, Алексей Васильевич
- защ Микаэлян, Левон Эдикович
- защ Мозгунов, Роман Анатольевич
- защ Октябрёв, Артур Сергеевич
- защ Осадчий, Александр Николаевич
- защ Решетников, Сергей Борисович
- защ Турковский, Василий Николаевич
- защ Цветков, Максим Александрович
- защ Цулыгин, Николай Леонидович
- защ Шальнов, Станислав Юрьевич
- защ Яковенко, Андрей Васильевич
- нап Белов, Олег Иванович
- нап Винокуров, Денис Вячеславович
- нап Волчков, Александр Александрович
- нап Горенко, Дмитрий Васильевич
- нап Долгов, Андрей Сергеевич
- нап Жашков, Владимир Викторович
- нап Жинков, Александр Александрович
- нап Заварухин, Николай Николаевич
- нап Зеленко, Борис Валерьевич
- нап Козлов, Вячеслав Анатольевич
- нап Лазаренко, Алексей Михайлович
- нап Лещёв, Альберт Викторович
- нап Морозов, Валентин Алексеевич
- нап Петрунин, Андрей Иванович
- нап Пиголицын, Денис Николаевич
- нап  Прокич, Иван
- нап Райский, Андрей Александрович
- нап Романов, Станислав Николаевич
- нап Самсонов, Сергей Викторович
- нап Титов, Александр Николаевич
- нап Харламов, Александр Валерьевич
- нап Шарифьянов, Вадим Римович
- нап Шульга, Дмитрий Викторович
- нап Яковенко, Владислав Сергеевич
- Главный тренер: Виктор Тихонов.

## «Трактор»
- вр Баталов, Андрей Игоревич
- вр Емельянов, Михаил Германович
- вр Зуев, Андрей Александрович
- защ Гатиятулин, Анвар Рафаилович
- защ Гловацкий, Вадим Николаевич
- защ Давыдов, Олег Анатольевич
- защ Долишня, Александр Валентинович
- защ Колесник, Сергей Викторович
- защ Никулин, Валерий Викторович
- защ Охотников, Михаил Михайлович
- защ Сапожников, Андрей Викторович
- защ Сидулов, Константин Никифорович
- защ Тертышный, Дмитрий Валерьевич
- защ Усенко, Юрий Юрьевич
- защ Чикалин, Алексей Александрович
- защ Шварёв, Александр Викторович
- нап Белоусов, Матвей Валерьевич
- нап Бобыкин, Евгений Васильевич
- нап Варицкий, Игорь Константинович
- нап Галлямов, Анвар Закиевич
- нап Гомоляко, Сергей Юрьевич
- нап Демидов, Дмитрий Владимирович
- нап Диденко, Андрей Петрович
- нап Долишня, Вячеслав Валентинович
- нап Зиновьев, Евгений Александрович
- нап Карпов, Валерий Евгеньевич
- нап Коковин, Алексей Александрович
- нап Куликов, Василий Федорович
- нап Лазарев, Павел Викторович
- нап Мальцев, Олег Анатольевич
- нап Марусов, Виктор Викторович
- нап Момот, Евгений Михайлович
- нап Мягков, Александр Владимирович
- нап Орлов, Максим Валерьевич
- нап Пуртов, Сергей Валентинович
- нап Смельницкий, Максим Борисович
- нап Суханов, Владимир Анатольевич
- нап Тертышный, Алексей Викторович
- нап Туголуков, Станислав Сергеевич
- нап Черкасов, Олег Васильевич
- нап Янюк, Денис Николаевич
- Главный тренер: Валерий Белоусов.

## СКА
- вр Кореньков, Кирилл Витальевич
- вр Соколов, Максим Анатольевич
- защ Алексушин, Владимир Борисович
- защ Алёхин, Дмитрий Борисович
- защ Гайлик, Юрий Викторович
- защ Давыдов, Марат Хайдарович
- защ Кукушкин, Дмитрий Викторович
- защ Кухтинов, Роман Евгеньевич
- защ Рубов, Алексей Владимирович
- защ Сивов, Александр Владимирович
- защ Тимофеев, Олег Владимирович
- защ Филинов, Евгений Сергеевич
- защ Хаванов, Александр Павлович
- защ Цветков, Дмитрий Николаевич
- нап Акимов, Николай Владимирович
- нап Андреев, Владимир Николаевич
- нап Беляков, Виктор Евгеньевич
- нап Виноградов, Александр Львович
- нап Горбушин, Илья Анатольевич
- нап Горовиков, Константин Владимирович
- нап Евстигнеев, Павел Геннадьевич
- нап Егоров, Алексей Юрьевич
- нап Ефимов, Алексей Валентинович
- нап Ильющенко, Сергей Анатольевич
- нап Каменев, Василий Вадимович
- нап Клемантович, Павел Андреевич
- нап Лебедев, Геннадий Юрьевич
- нап Маслов, Андрей Геннадьевич
- нап Михайлов, Егор Борисович
- нап Павлов, Евгений Александрович
- нап Попов, Алексей Николаевич
- нап Рогозин, Сергей Александрович
- нап Самсоник, Владимир Евгеньевич
- нап Сушинский, Максим Юрьевич
- нап Цыплаков, Юрий Алексеевич
- Главный тренер: Борис Михайлов.

## «Молот»
- вр Ерохин, Валерий Александрович
- вр Яваев, Рушан Зефярович
- защ Басалгин, Андрей Тимофеевич
- защ Галкин, Вадим Николаевич
- защ Емелин, Андрей Николаевич
- защ Капуловский, Владимир Иванович
- защ Ковальков, Михаил Павлович
- защ Макаров, Сергей Викторович
- защ Марченко, Сергей Юрьевич
- защ Олейник, Валерий Андреевич
- защ Стержанов, Мурат Леонидович
- защ Суярков, Сергей Владимирович
- защ Усанов, Сергей Витальевич
- защ Шардаков, Сергей Александрович
- нап Агеев, Александр Николаевич
- нап Ахметов, Евгений Каримович
- нап Бардин, Николай Владимирович
- нап Бернатавичюс, Дмитрий Антанасович ← «Авангард»
- нап Губанов, Сергей Александрович
- нап Гулявцев, Александр Вячеславович
- нап Ипатов, Михаил Александрович
- нап Кошкин, Андрей Германович
- нап Лебедев, Геннадий Юрьевич
- нап Львов, Анатолий Львович ← «Торпедо» Яр
- нап Нечаев, Сергей Владимирович
- нап Панин, Алексей Валерьевич
- нап Романов, Дмитрий Алексеевич
- нап Смирнов, Павел Владиславович
- нап Тупицын, Вадим Николаевич
- нап Хасанов, Ринат Равильевич
- нап Чинахов, Виталий Владимирович
- нап Щелкунов, Вадим Валерьевич
- Главный тренер: Василий Спиридонов.

## «Химик»
- вр Козлов, Андрей Владимирович
- вр Лаврецкий, Олег Николаевич
- вр Николаев, Сергей Геннадьевич
- защ Веригин, Борис Юрьевич
- защ Грачёв, Игорь Вадимович
- защ Доронин, Андрей Владимирович
- защ Дрындин, Виталий Викторович
- защ Ершов, Андрей Валерьевич
- защ Кобзев, Олег Анатольевич
- защ Логинов, Андрей Николаевич
- защ Мирошников, Алексей Геннадьевич
- защ Сырцов, Николай Александрович
- защ Толоконников, Владимир Александрович
- защ Челнаков, Дмитрий Геннадьевич
- нап Александров, Игорь Сергеевич
- нап Артюшенко, Сергей Васильевич
- нап Белобрагин, Михаил Юрьевич
- нап Галкин, Александр Михайлович
- нап Гаранин, Евгений Евгеньевич
- нап Гусев, Вадим Михайлович
- нап Долгов, Андрей Сергеевич
- нап Ильин, Владимир Константинович
- нап Казаков, Александр Анатольевич
- нап Королёв, Сергей Михайлович
- нап Крутов, Алексей Михайлович
- нап Кутасов, Сергей Александрович
- нап Левенок, Александр Александрович
- нап Максимов, Александр Георгиевич
- нап Сырцов, Александр Геннадьевич
- нап Чибиряев, Александр Львович
- нап Шлыков, Александр Михайлович
- Главный тренер: Геннадий Сырцов.

## «Торпедо» Усть-Каменогорск
- вр Бородулин, Владимир Ильич
- вр Капкайкин, Константин Геннадьевич
- вр Шимин, Александр Николаевич
- защ Антипин, Владимир Юрьевич
- защ Артёменко, Александр Сергеевич
- защ Быстрянцев, Виктор Николаевич
- защ Земляной, Игорь Степанович
- защ Кислицын, Сергей Анатольевич
- защ Коваленко, Олег Евгеньевич
- защ Медведев, Игорь Евгеньевич
- защ Полищук, Александр Дмитриевич
- защ Пручковский, Андрей Александрович
- защ Савенков, Андрей Владимирович
- защ Трегубов, Виталий Владимирович
- защ Федорченко, Виктор Ильич
- нап Александров, Борис Викторович
- нап Антипов, Сергей Анатольевич
- нап Дударев, Дмитрий Викторович
- нап Ефремов, Владимир Юрьевич
- нап Заводов, Роман Валентинович
- нап Завьялов, Владимир Владимирович
- нап Каменцев, Павел Геннадьевич
- нап Каратаев, Юрий Иванович
- нап Комиссаров, Максим Андреевич
- нап Кравец, Игорь Владимирович
- нап Могильников, Сергей Петрович
- нап Пчеляков, Андрей Владимирович
- нап Самохвалов, Андрей Викторович
- нап Сингелеев, Андрей Александрович
- нап Сподаренко, Константин Григорьевич
- нап Филатов, Анатолий Алексеевич
- нап Цыба, Андрей Владимирович
- нап Шипулин, Роман Васильевич
- Главный тренер: Владимир Копцов.

## «Автомобилист» Екатеринбург
- вр Лойферман, Евгений Михайлович
- вр Ширгазиев, Альберт Наилович
- защ Безроднов, Александр Робертович
- защ Велижанин, Павел Григорьевич
- защ Визгин, Александр Александрович
- защ Загвоздкин, Василий Викторович
- защ Каримов, Владимир Ренатович
- защ Мишенин, Вячеслав Анатольевич
- защ Мухин, Евгений Георгиевич
- защ Нарушко, Сергей Игоревич
- защ Отмахов, Владислав Валерьевич
- защ Поротников, Олег Геннадьевич
- защ Скомороха, Андрей Владимирович
- защ Устюжанин, Дмитрий Юрьевич
- нап Бякин, Илья Владимирович
- нап Еловиков, Владимир Ильич
- нап Зыбин, Виталий Александрович
- нап Корешков, Игорь Геннадьевич
- нап Крапивин, Александр Константинович
- нап Лукиянов, Игорь Юрьевич
- нап Макаров, Алексей Сергеевич
- нап Маслов, Владимир Юрьевич
- нап Митин, Денис Владимирович
- нап Пермяков, Алексей Владимирович
- нап Петраков, Андрей Александрович
- нап Пирожков, Дмитрий Владимирович
- нап Попов, Дмитрий Владимирович
- нап Субботин, Андрей Николаевич
- нап Субботин, Дмитрий Николаевич
- нап Трофимов, Михаил Владимирович
- нап Хазов, Андрей Юрьевич
- нап Чёлушкин, Александр Николаевич
- нап Чемоданов, Станислав Владимирович
- нап Шпаковский, Дмитрий Иванович
- нап Яргин, Александр Николаевич
- Главный тренер: Виктор Кутергин.

## «Спартак»
- вр Ивашкин, Алексей Валерьевич
- вр Федотов, Андрей Владимирович
- вр Шевцов, Олег Борисович
- защ Бутко, Сергей Михайлович
- защ Лукинский, Фёдор Вячеславович
- защ Марков, Даниил Евгеньевич
- защ Петрочинин, Евгений Викторович
- защ Подлегаев, Дмитрий Михайлович
- защ Путилин, Алексей Александрович
- защ Рычков, Евгений Юрьевич
- защ Сёмин, Николай Васильевич
- защ Фетисов, Вячеслав Александрович
- защ Юдин, Александр Леонидович
- защ Ящин, Юрий Вячеславович
- нап Борщевский, Николай Константинович
- нап Буре, Павел Владимирович
- нап Евтюхин, Георгий Витальевич
- нап Епанчинцев, Вадим Сергеевич
- нап Иванов, Михаил Викторович
- нап Клевакин, Дмитрий Владимирович
- нап Коротков, Константин Сергеевич
- нап Митрошкин, Константин Юрьевич
- нап Мишуков, Игорь Викторович
- нап Могильный, Александр Геннадьевич
- нап Прохоров, Виталий Владимирович
- нап Рожков, Дмитрий Николаевич
- нап Сергиевский, Алексей Викторович
- нап Сироткин, Владимир Валерьевич
- нап Смирнов, Юрий Вячеславович
- нап Степанов, Максим Юрьевич
- нап Ткачук, Алексей Васильевич
- нап Уваров, Владимир Анатольевич
- нап Шаламай, Сергей Анатольевич
- нап Шамолин, Дмитрий Вадимович
- нап Яковенко, Владислав Сергеевич
- Главный тренер: Валентин Гуреев.

## ЦСК ВВС
- вр Давыдов, Рашид Абдулхакович
- вр Шарнин, Алексей Юрьевич
- защ Булдаков, Алексей Анатольевич
- защ Вологжанин, Сергей Викторович
- защ Гусев, Сергей Владимирович
- защ Зубов, Павел Владимирович
- защ Кузнецов, Олег Владимирович
- защ Куликов, Андрей Александрович
- защ Мордвинцев, Сергей Дмитриевич
- защ Шуклин, Владимир Николаевич
- защ Юшин, Олег Васильевич
- нап Алексеев, Алексей Александрович
- нап Бояринцев, Владимир Геннадьевич
- нап Ванясов, Дмитрий Вячеславович
- нап Зуев, Алексей Геннадьевич
- нап Игонченко, Алексей Николаевич
- нап Исупов, Константин Владимирович
- нап Климантов, Алексей Васильевич
- нап Крашенинников, Игорь Валерьевич
- нап Кузнецов, Андрей Викторович
- нап Ларионов, Олег Борисович
- нап Мордвинцев, Юрий Дмитриевич
- нап Морозов, Андрей Владимирович
- нап Мусакаев, Айдар Юнирович
- нап Науменко, Олег Юрьевич
- нап Низамаев, Андрей Владимирович
- нап Николаев, Сергей Викторович
- нап Шумихин, Сергей Васильевич
- Главный тренер: Юрий Моисеев, Валерий Иванов.

## «Северсталь»
- вр Грибакин, Алексей Юрьевич
- вр Поляков, Сергей Алексеевич
- вр Чижевский, Александр Дмитриевич
- защ Васильев, Алексей Вячеславович
- защ Данилов, Алексей Александрович
- защ Дылевский, Андрей Геннадьевич
- защ Ждан, Александр Николаевич
- защ Заварзин, Виктор Сергеевич
- защ Ивакин, Василий Викторович
- защ Карпов, Сергей Николаевич
- защ Козырев, Андрей Леонидович
- защ Круглов, Алексей Иванович
- защ Лынов, Юрий Алексеевич
- защ Семенов, Сергей Анатольевич
- защ Солин, Виталий Александрович
- защ Терехов, Александр Вячеславович
- защ Тягин, Владимир Юрьевич
- защ Хайдин, Андрей Николаевич
- нап  Агневщиков, Александр Владимирович
- нап Барсуков, Алексей Михайлович
- нап Болтунов, Олег Иванович
- нап Вершинин, Владимир Васильевич
- нап Гришин, Александр Николаевич
- нап Иванов, Алексей Павлович
- нап Иченский, Сергей Леонидович
- нап Козлов, Сергей Викторович
- нап Кознев, Алексей Валентинович
- нап Конарев, Андрей Викторович
- нап Кондрашкин, Сергей Вячеславович
- нап Коновалов, Дмитрий
- нап Кочин, Владимир Анатольевич
- нап Морозов, Владислав Павлович
- нап Никулин, Игорь Борисович
- нап Петров, Игорь Зинонович
- нап Савчук, Олег Ростиславович
- нап Скворцов, Алексей Викторович
- нап Смирнов, Андрей Юрьевич ← «Кристалл» Эл
- нап Соколов, Алексей Борисович
- нап Уйманов, Владимир Викторович
- нап Шумилов, Сергей Юрьевич
- нап Шутов, Андрей Павлович
- Главный тренер: Владимир Голев.

## «Кристалл» Саратов
- вр Мельников, Дмитрий Сергеевич
- вр Сычков, Дмитрий Викторович
- защ Думнов, Владимир Сергеевич
- защ Кривоножкин, Алексей Александрович
- защ Леонтьев, Олег Юрьевич
- защ Михайлов, Александр Анатольевич
- защ Полищук, Иван Николаевич
- защ Стулов, Дмитрий Георгиевич
- защ Федотов, Сергей Александрович
- защ Чикин, Дмитрий Владимирович
- защ Шубинов, Михаил Владимирович
- нап Алеев, Алим Хамитович
- нап Бежиков, Борис Владимирович
- нап Бурханов, Али Шамильевич
- нап Двуреченский, Кирилл Петрович
- нап Ермошин, Дмитрий Валерьевич
- нап Земсков, Сергей Евгеньевич
- нап Иванов, Александр Сергеевич
- нап Королев, Андрей Викторович
- нап Молотилов, Вадим Анатольевич
- нап Пустовой, Роман Вячеславович
- нап Самошкин, Сергей Владимирович
- нап Седов, Виталий Валентинович
- нап Степанов, Игорь Витальевич
- нап Тарасов, Евгений Викторович
- нап Толстых, Сергей Викторович
- нап Умнов, Владислав Александрович
- нап Черепуха, Николай Николаевич
- нап Чулков, Евгений Валерьевич
- нап Шишкин, Евгений Викторович
- нап Щетинин, Михаил Викторович
- Главный тренер: Владимир Куплинов.

## «Рубин»
- вр Бессонов, Павел Павлович
- вр Василевский, Андрей Леонидович
- защ Бурлуцкий, Дмитрий Викторович
- защ Ветров, Александр Иванович
- защ Галимжанов, Рашит Рафикович
- защ Ганжа, Валерий Николаевич
- защ Гуцуль, Константин Александрович
- защ Денисов, Денис Борисович
- защ Еремеев, Павел Анатольевич
- защ Качесов, Олег Викторович
- защ Койлов, Владимир Васильевич
- защ Мильто, Сергей Владимирович
- защ Михайлис, Юрий Владимирович
- защ Нигматуллин, Халим Хакимуллович
- защ Плотников, Павел Валерьевич
- защ Саенко, Дмитрий Александрович
- нап Бабенко, Николай Николаевич
- нап Беляков, Виктор Николаевич
- нап  Валиуллин, Эдуард Гусманович ← «Лада»
- нап Галынский, Алексей Викторович
- нап Горбенко, Игорь Юрьевич
- нап Громов, Владислав Алексеевич
- нап Жуков, Алексей Юрьевич
- нап Зайцев, Сергей Геннадьевич
- нап Зоркин, Владимир Николаевич
- нап Коковин, Алексей Александрович
- нап Кузнецов, Андрей Алексеевич
- нап Курочкин, Константин Вячеславович
- нап Макаров, Константин Николаевич
- нап Марусов, Виктор Викторович
- нап Могильников, Сергей Петрович
- нап Пискулин, Максим Валерьевич
- нап Самопальников, Александр Геннадьевич
- нап Синицын, Владимир Геннадьевич
- нап Устинов, Николай Сергеевич
- нап Хаев, Вячеслав Александрович
- нап Хромых, Владислав Анатольевич
- Главный тренер: Александр Кузьмин.

## «Кристалл» Электросталь
- вр Галкин, Игорь Витальевич
- вр Кузьменко, Денис Юрьевич
- защ Васючков, Максим Владимирович
- защ Головкин, Александр Анатольевич
- защ Гришин, Александр Николаевич
- защ Ефимов, Геннадий Геннадьевич
- защ Каблин, Роман Александрович
- защ Камышников, Дмитрий Анатольевич
- защ Карпов, Сергей Николаевич
- защ Матюхов, Эдуард Олегович
- защ Медведев, Юрий Алексеевич
- защ Мусатов, Вадим Юрьевич
- защ Прошкин, Виталий Васильевич
- защ Сапогов, Александр Валерьевич
- защ Симашов, Андрей Евгеньевич
- защ Чебатуркин, Владимир Александрович
- нап Брызгалов, Владислав Владимирович
- нап Будаев, Алексей Владимирович
- нап Вершинин, Дмитрий Сергеевич
- нап Воробьев, Вячеслав Александрович
- нап Воронцов, Дмитрий Юрьевич
- нап Головин, Александр Анатольевич
- нап Деев, Яков Валерьевич
- нап Кабанов, Виталий Александрович
- нап Королев, Андрей Николаевич
- нап Лазутин, Александр Васильевич
- нап Ли, Виктор Викторович
- нап Макаров, Сергей Владимирович
- нап Никоноров, Сергей Викторович
- нап Новиков, Сергей Михайлович
- нап Петрушкин, Игорь Николаевич
- нап Покотило, Вадим Анатольевич
- нап Потапов, Владимир Владимирович
- нап Селютин, Сергей Рудольфович
- нап Сидляров, Андрей Владимирович
- нап Смирнов, Андрей Юрьевич → «Северсталь»
- нап Султанович, Евгений Борисович
- нап Хамракулов, Владимир Владимирович
- нап Ходор, Дмитрий Владимирович
- нап Чистоклетов, Василий Геннадьевич
- нап Шевцов, Игорь Евгеньевич
- Главный тренер: Владимир Мариничев.

## «Тивали»
- вр Гаврилёнок, Александр Яковлевич
- вр Ивашин, Юрий Леонидович
- защ Величков, Марк Викторович
- защ Галкин, Сергей Викторович
- защ Еркович, Сергей Анатольевич
- защ Копать, Владимир Николаевич
- защ Макрицкий, Александр Петрович
- защ Микульчик, Павел Антонович
- защ Протопопов, Андрей Владимирович
- защ Романов, Олег Константинович
- защ Салей, Руслан Альбертович
- защ Тетерев, Олег Александрович
- защ Хмыль, Олег Владимирович
- нап Андриевский, Александр Леонидович
- нап Антоненко, Олег Владимирович
- нап Варивончик, Анатолий Николаевич
- нап Деев, Владимир Анатольевич
- нап Деркач, Павел Евгеньевич
- нап Ермолов, Валерий Владимирович
- нап Запольский, Александр Казимирович
- нап Карпенко, Юрий Александрович
- нап Леонович, Игорь Васильевич
- нап Монахов, Алексей Иванович
- нап Овсянников, Дмитрий Владимирович
- нап Панков, Василий Николаевич
- нап Панков, Дмитрий Николаевич
- нап Рымша, Александр Станиславович
- нап Скабелка, Андрей Владимирович
- нап Тарновский/Ривкин, Игорь
- нап Фролов, Константин Николаевич
- нап Хайлак, Владимир Юрьевич
- нап Чернявский, Сергей Александрович
- нап Шитковский, Сергей Сергеевич
- нап Юркин, Антон Павлович
- Главный тренер: Андрей Сидоренко.

## «Сокол»
- вр Бруль, Евгений Васильевич
- вр Карпенко, Игорь Васильевич
- вр Шундров, Юрий Александрович
- защ Бернацкий, Алексей Владимирович
- защ Гаркуша, Сергей Владимирович
- защ Гунько, Юрий Дмитриевич
- защ Дрифан, Игорь Владимирович
- защ Завальнюк, Вячеслав Дмитриевич
- защ Муханов, Александр Сергеевич
- защ Олексиенко, Андрей Алексеевич
- защ Остроушко, Артём Алексеевич
- защ Полковников, Олег Олегович
- защ Ривный, Юрий Николаевич
- защ Савицкий, Александр Валерьевич
- защ Тимченко, Вячеслав Николаевич
- защ Хоменко, Анатолий Андреевич
- защ Янкович, Игорь Леонидович
- нап Бобровников, Василий Валентинович
- нап Буценко, Константин Леонидович
- нап Гончаренко, Виктор Анатольевич
- нап Зозовский, Владислав Эдуардович
- нап Карнаух, Сергей Григорьевич
- нап Ковешников, Анатолий Леонидович
- нап Литвиненко, Виталий Иванович
- нап Лобановский, Денис Владимирович
- нап Майко, Николай Александрович
- нап Млинченко, Евгений Александрович
- нап Можейко, Дмитрий Олегович
- нап Николаев, Андрей Анатольевич
- нап Олецкий, Валентин Арнольдович
- нап Пидгурский, Дмитрий Иванович
- нап Сальников, Роман Иванович
- нап Семенченко, Виталий Сергеевич
- нап Степанищев, Анатолий Николаевич
- нап Турышев, Олег Геннадьевич
- нап Харченко, Сергей Олегович
- нап Чубенко, Сергей Иванович
- нап Шахрайчук, Вадим Валерьевич
- Главный тренер: Александр Сеуканд.

## «Пардаугава»
- вр Зинков, Андрей
- вр Клоданс, Юрис
- защ Асташенко, Каспар Янович
- защ Григорьев, Константин
- защ Кейстерс, Андрис
- защ Лукашевскис, Янис Янович
- защ Миронович, Айгарс
- защ Озолиньш, Рональдс
- защ  Родин, Дмитрий Михайлович
- защ Роштокс, Агрис
- защ Скрастыньш, Карлис Мартинович
- защ Сорокин, Олег Григорьевич
- защ Трибунцов, Атварс Владимирович
- защ Цеплис, Гатис
- защ Шишкович, Александр Андреевич
- нап Аболс, Артис
- нап Бертиньш, Юргис
- нап Игнатович, Андрей Николаевич
- нап Керч, Александр Ярославович
- нап  Козлов, Михаил Ревокатович
- нап Колчанов, Александр
- нап Кулибаба, Валерий Николаевич
- нап Мациевский, Александр Борисович
- нап Ниживий, Александр Богданович
- нап Пархоменко, Павел
- нап Розенталс, Эдгарс
- нап Салиенко, Михаил
- нап Семёнов, Александр Владимирович
- нап Сенин, Сергей Викторович
- нап Тамбиев, Леонид Григорьевич
- нап Томанс, Янис
- нап Филатов, Виктор Владимирович
- нап Фроликов, Алексей Викторович
- нап Хромченков, Алексей Юрьенко Олег
- нап Юрьенко, Олег Леонидович
- нап Ясс, Марек Имантович
- Главный тренер: Михаил Бескашнов.

## «Сибирь»
- вр Капкайкин, Константин Геннадьевич
- вр Кривцов, Николай Александрович
- вр Москалёв, Сергей Иванович
- вр Шевченко, Юрий Алексеевич
- вр Щербаков, Антон Борисович
- защ Алямов, Амир Энверович
- защ Барсуков, Андрей Сергеевич
- защ Герольд, Вячеслав Анатольевич
- защ Годный, Алексей Леонидович
- защ Пархомчук, Даниил Викторович
- защ Прокопенко, Олег Борисович
- защ Прокопьев, Алексей Александрович
- защ Рыжих, Игорь Юрьевич
- защ Студенков, Вячеслав Валерьевич
- защ Талалов, Виталий Геннадьевич
- защ Тютиков, Евгений Гаврилович
- защ Ушков, Евгений Борисович
- защ Шеститко, Валерий Павлович
- нап Бабаев, Евгений Анатольевич
- нап Бухтояров, Игорь Иванович
- нап Власов, Александр Владимирович
- нап Горбенко, Игорь Юрьевич
- нап Громилин, Владимир Владимирович
- нап Губарев, Сергей Иванович
- нап Жуков, Сергей Владимирович
- нап Затонский, Дмитрий Викторович
- нап Карпов, Вячеслав Геннадьевич
- нап Карпов, Евгений
- нап Клочков, Владислав Васильевич
- нап Коровашкин, Игорь Александрович
- нап Корчагин, Сергей Владимирович
- нап Логутенко, Алексей Николаевич
- нап Рогоза, Михаил Станиславович
- нап Ульшин, Игорь Константинович
- нап Фоминых, Виктор Федорович
- нап Храмцов, Игорь Борисович
- нап Яблонский, Владимир Юрьевич
- Главный тренер: Сергей Акимов.

## «Металлург» Новокузнецк
- вр Курошин, Дмитрий Николаевич
- вр Лисовец, Вячеслав Анатольевич
- защ Бакланов, Евгений Викторович
- защ Буценко, Вадим Анатольевич
- защ Воинский, Дмитрий Богданович
- защ Гиро, Алексей Васильевич
- защ Голденков, Евгений Алексеевич
- защ Евстафьев, Андрей Иванович
- защ Зуев, Юрий Александрович
- защ Кицын, Алексей Иванович
- защ Потапов, Вячеслав Владимирович
- защ Романов, Роман Юрьевич
- защ Сажнев, Александр Александрович
- защ Скворцов, Владимир Викторович
- защ Трофилов, Сергей Николаевич
- защ Трощенков, Андрей Владимирович
- защ Яппаров, Сергей Равхатович
- нап Борзунов, Павел Евгеньевич
- нап Вара, Андрей Михайлович
- нап Воронов, Александр Юрьевич
- нап Глушков, Анатолий Владимирович
- нап Гросс, Олег Иоганесович
- нап Гудожников, Валерий Викторович
- нап Калинин, Сергей Анатольевич
- нап Китов, Александр Сергеевич
- нап Комаров, Станислав Владимирович
- нап Кормачёв, Владимир Николаевич
- нап Крупенков, Николай Викторович
- нап Малахов, Александр Анатольевич
- нап Морозов, Вадим Геннадьевич
- нап Москалёв, Сергей Юрьевич
- нап Павлюченко, Аркадий Вадимович
- нап Пашин, Михаил Валентинович
- нап Сигарёв, Михаил Васильевич
- нап Скворцов, Александр
- нап Смирнов, Андрей Васильевич
- нап Харченко, Сергей Владимирович
- Главный тренер: Виктор Лаухин.

## «Строитель»
- вр Баландин, Владимир Викторович
- вр Дрямин, Александр Викторович
- вр Колиоглов, Николай Владимирович
- вр Федорович, Евгений Борисович
- вр Шмельц, Евгений Владиславович
- защ Александров, Виктор Иванович
- защ Бальчугов, Александр Сергеевич
- защ Болякин, Олег Владимирович
- защ Верещагин, Георгий Нодариевич
- защ Гасников, Александр Александрович
- защ Девяткин, Николай Николаевич
- защ Дубровский, Дмитрий Радомирович
- защ Жунусов, Даурен Мухамедгалиевич
- защ Кац, Виталий Александрович
- защ Керн, Владислав Александрович
- защ Михайлис/Кобель, Юрий Владимирович
- защ Михайлов, Алексей Александрович
- защ Павлов, Денис Владимирович
- защ Пельтек, Иван Иванович
- защ Петрушин, Юрий Петрович
- защ Стародубов, Павел Владимирович
- защ Стрюков, Олег Анатольевич
- защ Торгашин, Дмитрий Дмитриевич
- защ Харченко, Виталий Валерьевич
- защ Яковенко, Сергей Александрович
- нап Авдеев, Вадим Геннадьевич
- нап Авдеев, Евгений
- нап Алексеев, Юрий Николаевич
- нап Анисимов, Алексей Германович
- нап Артеменко, Вадим Михайлович
- нап Буяльский, Виктор Васильевич
- нап Габдрахманов, Ильдус Вакильевич
- нап Глотов, Павел Валентинович
- нап Жабунин, Владимир Валерьевич
- нап Завитаев, Леонид Петрович
- нап Залипятских, Андрей Геннадьевич
- нап Земсков, Вячеслав Владимирович
- нап Кримых, Владислав Анатольевич
- нап Куксов, Сергей Владимирович
- нап Леонов, Денис Владимирович
- нап Малов, Роман Викторович
- нап Мамбеталиев, Галим Баубекович
- нап Манченко, Андрей Вадимович
- нап Мартьянов, Олег Николаевич
- нап Минаев, Валерий Викторович
- нап Мокшанцев, Александр Александрович
- нап Москалев, Александр Александрович
- нап Мурзин, Алексей Раисович
- нап Обухов, Алексей Владимирович
- нап Орлов, Денис Александрович
- нап Пикалов, Юрий Владимирович
- нап Пискунов, Сергей Николаевич
- нап Сапожников, Владимир Ильич
- нап Тусупбеков, Серик Темурбулатович
- нап Тушенцов, Валерий Павлович
- нап Филиппов, Александр Владимирович
- нап Фомичев, Александр
- нап Харитонов, Александр Владимирович
- нап Хегай, Вадим Викторович
- нап Хромых, Владислав Анатольевич
- нап Цуканов, Павел Дмитриевич
- Главный тренер: Райхан Куканов.